# ナピアグラス
ナピアグラス Pennisetum purpureum Schumach. はイネ科の植物の1つ。背が高くなる草本で、エノコログサを引き延ばしたような直立する黄色い穂がよく目立つ。牧草に用いられ、世界の熱帯、亜熱帯域に拡がっている。日本では沖縄でよく見られる。

## 特徴
高く立ち上がる多年生の草本。花茎は基部から直立するか、倒れ伏した茎から立ち上がって上に伸び、高さ1-1.8mに達する。ただしこれは日本国内の話で、国外の文献では高さ3m以上に達するとあるとのこと。さらには4.5mに達するとの記事もある。葉身は長さ12-45cm、幅は4-15mmではじめは表側の面に粗い毛があるが、後に脱落して無毛になる。ちなみにこれも国外の記録では葉身の長さが60-90cm、幅が2-3cmにまで達すると記されているという。葉鞘はやや扁平になっており、表面に光沢がある。葉舌は長くて柔らかな毛の列となっている。
花期は10-11月。花序は茎の先端に出る花茎の先に単独に生じる。花序の型は円錐花序で、細長い円柱状をしており、長さ8-16cmに達し、淡い黄褐色。ただし国外の記録では黄褐色ないし紫紅色を帯びるとされている。日本では黄褐色のもののみが見られるようである。花序には多数の小穂が隙間ないほどに密集して付いている。この形は主軸に小穂が並んでいる穂状花序のように見えるが、実際は横枝が出る円錐花序であり、横枝の軸が強く短縮しているためにこう見えるものである。この主軸には毛が密生している。また各小穂の基部から出る刺状の毛が小穂より長く突き出し、その外見はブラシ状になる。この毛は小穂の付く枝の小穂の直下から出るもので総苞にあたり、総苞毛という。この毛の長さは6-8mmにもなる。この種の総苞毛は20-30本あって輪生しており、その内で太い2-3本では毛の上に長い軟毛が多数生えていて羽状になっている。これらの剛毛は小穂と共に脱落する。小穂は披針形で長さ4.5-5.5mm、2小花を含むが、第1小花は不稔である。第1包穎は長さが小穂の1/4程度、革質で無脈、第2包穎は小穂の2/3-4/5程度で5脈ほどがある。第1小花の護穎は小穂と同長で5脈があり、第2小花の護穎もこれとほぼ同じながらやや革質で光沢があり、その両側の縁は巻き込んで内穎と共に雄しべ、雌蘂を抱え込む。葯は長さ2mmでその頂端に微少な毛の束がある。
和名は英名の仮名書きによる。牧野(2017)はナピーアグラスを採っているが、他ではあまり見ない。英名としては他に elephanto grass もよく用いられる。漢名は象草で、象の牧草に好まれるというが、ゾウ用に牧草があるものかどうか不明である。

## 分布と生育環境
原産地は熱帯アフリカで、タイプ産地はガーナである。ただし世界中の熱帯、亜熱帯地域に持ち出され、あちこちで野生化している。
日本では牧草として持ち込まれ、長田(1993)では九州以南に持ち込まれ、野生化していると記されており、清水編(2003)では琉球に普通で、屋久島、種子島に帰化の記録があるとされている。日本本土では越冬が困難である由。
本種に適する環境は年間雨量が1000mm程度の沿岸性気候の地域であるが、霧のかからない沿岸周辺の地域にまで充分に生育が可能である。

## 類似種など
本種の属するチカラシバ属には世界の熱帯から亜熱帯に約100種が含まれるが、日本には4種ほどが知られる。このうちで在来種は普通種であるチカラシバ P. alopecuroides 及びこれによく似た九州以南と小笠原の海岸にあるシマチカラシバ P. sordidum で、いずれも背丈はせいぜい80cmで、またその茎は基部から分枝しない。帰化種であるエダウチチカラシバ P. orientale は120cmほどになり、またその茎は基部でよく分枝し、穂は円柱形で長さ15-25cmにもなり、小穂基部の毛には羽根状のものが含まれる。本種との違いは小穂が短い柄の上に2-4個ずつつく点である。この種は東京と神奈川県に帰化している。
暖地性の大型イネ科で黄褐色から紫紅色除けに覆われた円筒形の穂があり、葉舌が軟毛列、第1包穎が小穂長の1/4、総苞毛に羽状毛が少数含まれる、といった点と確認すれば本種と確定できる。
なお一見ではエノコログサの仲間のようにも見えるが、小穂を見ればエノコログサのように丸っこくはなく、チカラシバと同様にとがった形をしているのがすぐに見て取れる。

## 利害

### 牧草として
牧草として古くから利用され、そのために世界各地に持ち込まれた。刈り取り物の葉の含有率が高く、窒素濃度が高い上に繊維の含有率が低く、家畜用の餌として効果が高い栽培品種が幾つも作出され、用いられている。
沖縄でも古くより牧草としてよく利用された。玉代勢(1989)では『沖縄本島地域においてもっとも収量の多い牧草』であり1975年頃には『“牧草”と言えば即』本種を指す、というほどであったという。ただし冬期には成長が悪く、収量が大きく減少する問題があり、沖縄ではこの時期がサトウキビの収穫期に当たるため、それを粗飼料に当てるなどの対応をされたという。その後サイレージによる長期貯蔵が行われるようになっている。

### 生物エネルギー源として
近年の石油など化石燃料への依存からの脱却、という流れの中でバイオマスをエネルギー源とする方法、例えばサトウキビからバイオエタノールを生産する、といった方法が探られている。本種は大気中の二酸化炭素を固定する能力が高く、窒素分の乏しい土壌でもよく成長し、また刈り取った後の再成長は多くのイネ科より高いため、利用価値が高い。